# 聖路易斯區 (卡涅特省)
13°03′04″S 76°25′50″W / 13.0511°S 76.4305°W
聖路易斯區（西班牙語：Distrito de San Luis），是秘魯的一個區，位於該國中南部利馬大區的卡涅特省，始建於1871年1月12日，面積38.5平方公里，海拔高度26米，2005年人口11,653，人口密度每平方公里300人。